# جوزيف كارون (دبلوماسي)
جوزيف كارون هو دبلوماسي كندي، ولد في 1947.